# 幸岡城
幸岡城（こうかじょう）は、栃木県矢板市大字幸岡にあったとされる日本の城。13世紀中頃の築城と伝わる。15世紀前半頃廃城。幸賀城とも書く。

## 概要
13世紀の中頃、塩谷親朝の子、幸岡五郎左衛門尉親時によって築かれたと伝わる。親時は、吾妻鏡にも登場する鎌倉で将軍家に仕えた塩谷氏の一族の１人でもある。但し、城址の具体的な場所は特定されていない。
『矢板市史』では、幸岡にある舌状台地に堀跡などがあり、これ以外城址らしきものは無いため、この舌状台地の遺跡が幸岡城ではないかとしている。一方、矢板市発行の『遺跡地図』では、川崎城の別郭である新城のさらに北側に続く尾根上にあるとする。しかし、遺跡地図の方が示す場所には、切岸、堀切はおろか、城跡に当たるような削平地すらなく城郭遺構は全く存在しない。このため、矢板市史の見解の方が正しいとも考えられているが、矢板市史が示す遺構も、堀切や横堀に想定出来る地形は残るものの、城郭遺構と確定できるものではなく、耕地開発などにより、城郭遺構とは確定できないほどに現地は激しく改変されており、このためか矢板市史の編纂に当たっても、ここを城跡とは断言出来なかったほど、はっきりとした結論を出すことはできない。ただ、矢板市の遺跡地図では、長井城や稗田城（豊田城）、成田城などのように、実在の城ではあるが、その位置を明らかに間違えて表示していたり、久保城の例のように、城郭遺構も城の伝承も存在していない場所に城跡が表示されるなどの誤表示が多いため、遺跡地図の幸岡城の位置も、この誤表示だとする見方が現在は一般的になっている。また、遺構がない事についても、同市内の大沢氏の鹿振山館の例もあるので、それだけで城跡の存在を否定する事は出来ない。
また、これ以外にも、幸岡城とは幸岡原にあった馬蹄形の館のこととする説や川崎城の新城部が元々は幸岡城で、川崎城の北への拡大とともに吸収されたとする説がある。特に新城部については、現在、東北自動車道に分断されてしまっているが、新城から東北自動車道を挟んだ反対の尾根にも城郭遺構が残る事から、元々は川崎城の新城部は幸岡城の詰め城であり、幸岡原にある山間の奥まった馬蹄形の地形に館が築かれたと考える説が最近では有力になりつつある。この場合、新城は、後に川崎城の北への拡大に伴い、水の手曲輪によって結ばれたとするが、新城の遺構を見ると、新城の南側の尾根にあるべきはずの堀切がなく、独立丘とはいえ、防衛機能的に独立しておらず、新城を単独の城として見る事が出来ないとの見解もある。しかし、川崎城は味方の城であり、川崎城（主郭部）の方角に対しては防御的な独立を確保する必要は無く、一城別郭的な要素であり、それは問題ではないとする意見もあるが、この点は、新城を幸岡城とする見解の否定的要素となっている。
また、慶応3年（1867年）の幸岡の書上帳に古城跡無御座候と記されている事から、幸岡城など存在しなかったとする説まである。幻の城とも呼ばれているが、幸岡にある史跡の案内板などには幸岡城の記述はあるので、矢板市では、幸岡城の存在を肯定しているようである。
城主・幸岡氏はのち喜連川塩谷氏に迎えられ、葛城城代となっているため、幸岡城が幸岡氏の居城だった期間は長くないとみられている。

## 廃城と幸岡氏のその後
喜連川塩谷氏の塩谷朝行の子が、長禄元年（1457年）に幸賀太郎行縄と名乗り葛城城を築いて居城した頃には、幸岡城も廃城になっていたものと考えられている。この時、幸岡氏は断絶し、名跡だけが引き継がれたものか、それとも、行縄が幸岡氏の養子となり、その一族を引き受けたものかは不明だが、これ以降、幸岡氏は喜連川塩谷氏の家臣となった。なお、この行縄は、後に加藤氏を名乗ったが、幸岡氏（幸賀氏）の名跡は残り、16世紀には、塩谷惟朝の甥である勝吉が幸賀氏の後を継いでいる。